# Giovanni Battista Vaccarini
Giovanni Battista Vaccarini (né à Palerme le 3 février 1702 - mort le 11 mars 1768) est un architecte sicilien.

## Biographie
Il est resté célèbre pour les nombreux ouvrages baroques qu'il réalisa sur sa terre natale au cours de la reconstruction massive qui succéda au séisme de 1693. La plupart de ses réalisations se situent dans la ville de Catane et dans ses alentours.
La vision qu'avait Vaccarini du Baroque fut prépondérante à Catane, et abondamment copiée pendant les 75 années qui suivirent. Toutefois, il ne s'impliqua pas uniquement en Sicile : il fit un séjour à Naples en 1756, où il participa au choix du marbre à employer pour le futur palais de Caserta.
Vaccarini trouva la mort en 1768. Il est aujourd'hui considéré comme l'un des contributeurs principaux au mouvement du Baroque sicilien : même si son œuvre fut plus tard occultée par une nouvelle génération d'architectes, c'est en effet lui qui fut l'un des fondateurs de ce style insulaire si particulier. L'utilisation répétée du double-escalier extérieur, par exemple, devait lui survivre et connaître un succès remarquable dans les décennies suivantes.